# Location-Based Multicast
 (juillet 2010).
Si vous disposez d'ouvrages ou d'articles de référence ou si vous connaissez des sites web de qualité traitant du thème abordé ici, merci de compléter l'article en donnant les références utiles à sa vérifiabilité et en les liant à la section « Notes et références ».
Le LBM (Location-Based Multicast) est un protocole de communication multicast fondé sur le positionnement, autrement dit c'est un protocole de géocasting.
LBM peut utiliser deux modes de fonctionnement. Le premier nécessite de définir une zone de retransmission dans laquelle l’inondation est utilisée pour transmettre les paquets de données jusqu’à la région géocast. Dans ce cas, seuls les nœuds présents physiquement dans cette zone de diffusion propageront l’inondation. On peut déterminer cette zone de retransmission selon plusieurs formes géométriques, comme un rectangle qui engloberait à la fois le nœud source et la zone géocast. La deuxième méthode, différencie les nœuds qui retransmettent des nœuds qui ne font rien, non pas d’après leur présence dans une zone donnée, mais plutôt grâce à leur distance par rapport à la cible. La cible pouvant être le centre de n’importe quelle forme géométrique recouvrant la zone géocast à atteindre.
Ce protocole, un des premiers protocoles géocast développé, n’est pas particulièrement efficace du point de vue du coût de communication. Il fonctionne sur le même principe que l’inondation totale sauf qu’il peut restreindre la zone inondée (forwarding zone) où chaque nœud retransmettra le paquet à ses voisins, de façon qu’elle soit la plus petite possible. Ce protocole offre ainsi une bonne fiabilité mais une surcharge encore trop importante. Il fonctionne mal sur des réseaux éparpillés, et ne permet pas non plus de contourner des trous (zones très peu denses). Pourtant il est robuste puisque les déplacements intempestifs des nœuds de la zone ciblée ne ralentissent en rien son fonctionnement. De plus, comme la plupart des protocoles qui utilisent directement les paquets de données pour trouver la route à la demande, il offre un délai très court dans un réseau très mobile. C’est pourquoi il sert encore de référence lors des comparaisons avec d’autres protocoles.